# Navadna bazilika
Navádna bazílika (tudi bažíljka; znanstveno ime Ocimum basilicum) je začimbna, močno aromatična, enoletna rastlina.
Bazilika ima malo sladek, svež okus. Duh spominja na nageljnove žbice in meto.
Zraste 20 - 40 cm visoko. Cvetovi so rožnati ali zelenkasto-beli. Bolj dišijo nizke sorte, ki imajo malo listja.
Čas cvetenja je od junija do septembra.
Pri kuhanju se uporabljajo sveži ali posušeni listi.
Po današnjih spoznanjih izvira bazilika iz Afrike. Danes je razširjena tudi v Aziji in obeh Amerikah. Evropska bazilika prihaja iz območja Sredozemlja. Glavni izvozniki so poleg Italije še Francija, Maroko in Egipt. V ZDA gojijo veliko bazilike v Kaliforniji.
Bazilika ima vlogo tudi v nekaterih verstvih in se tam ne uporablja kot začimba. Primer je Indija. Po hinduističnem nauku je bazilika posvečena bogu Višni in simbolizira njegovo soprogo Lakšmi.
Vse od antičnih časov pa globoko v srednji vek so ji pripisovali različne čarobne učinke od zdravilnih do škodljivih. Dejstvo pa je, da bazilika pomirja, zbuja tek in pospešuje prebavo.
Uporabljamo jo za:
- jedi iz graha, fižola in gob
- prikuhe iz paradižnika, kumar in gob
- pečenke iz sesekljanega mesa ter k jagnečji, svinjski in goveji pečenki
- pečene ribe
- italijanske zelenjavne juhe, pice in paradižnikova juha

Uporabno je celo zelišče, ki ga naberemo ali pokosimo tik pred cvetenjem.